# Битва при Айн-Джалуте
Битва при Айн-Джалуте — сражение 3 сентября 1260 года между войском египетских мамлюков под командованием султана Кутуза и эмира Бейбарса и монгольским корпусом из армии Хулагу под командованием Китбука-нойона. Монголы были разгромлены, Китбука убит.
Битва произошла в Изреельской долине близ источника Айн-Джалут (араб. «источник Голиафа»; ивр. Эйн-Харод), находящегося у северо-западного подножия хребта Гилбоа, к западу от деревни Гидона, примерно в 15 км к северо-западу от города Бейт-Шеан, Израиль (парк Мааян-Харод). В военной истории это место известно также столкновением между Салах ад-Дином и франками в сентябре 1183 года.

## Предыстория
В 1253 году на курултае в Монголии был решён вопрос о походе против исмаилитов-низаритов (ассасинов) Ирана и халифата Аббасидов. Командующим армией великий хан Мункэ назначил своего брата — Хулагу. Уже в том же году в Кухистане (горы Эльбурс) действовал монгольский авангард под командованием военачальника Китбуки. Основная армия перешла Амударью в начале 1256 и в течение года уничтожила расположенные в Западном Иране крепости низаритов. В феврале 1258 года был взят Багдад — столица Аббасидского халифата, а затем в 1260 году — Халеб (Алеппо). Отряд Китбуки захватил Дамаск.
После получения в начале весны 1260 года известия о смерти великого хана Мункэ, произошедшей 11 августа 1259 года, Хулагу принял решение с бо́льшей частью войска отступить в Иран. Командующим оставшейся частью войск был назначен Китбука. Отступая, Хулагу отправил посольство к мамлюкскому султану Кутузу в Каир с требованием покориться.
Ибн Васил, живший в то время в Египте, сообщает о панических настроениях, охвативших людей в связи с известиями о завоевании монголами Сирии и слухами об их непобедимости. Мамлюкские эмиры не знали, на что решиться, но Кутуз был настроен воевать и, вероятно, для того, чтобы отрезать сомневающимся путь к отступлению, приказал казнить монгольских послов. Утверждение Рашид ад-Дина, что казнь была инициативой Бейбарса, не подтверждается арабскими источниками, а сам Бейбарс позднее в разговоре с монгольским посланником отрицал это обвинение.

## Накануне битвы
Возможные союзники монголов, христиане Палестины, неожиданно пришли на помощь мамлюкам. Жюльен Грёнье, граф Сидона, без повода и предупреждения напал на монгольский отряд. Мамлюкский корпус, вышедший из Египта 26 июля 1260 года, пройдя через Синайскую пустыню и сбив монгольский заслон у Газы, получил в христианской Акре отдых и продовольствие. Отдохнув под стенами гостеприимной крепости, мамлюки через территорию Иерусалимского королевства вышли в Галилею, в тыл монгольской армии.
Китбука находился в долине Бекаа, когда получил известие, что мамлюки вступили в Сирию и направляются на север. Он собрал свои войска, рассеянные по гарнизонам и пастбищам, выступил на юг и занял позицию близ Айн-Джалута. Выбор места для ожидания противника был логичен. Текущий вдоль северного подножия Гилбоа поток Вади (или Нар) Джалут мог предоставить водопой для лошадей, а окрестная долина — пастбища и простор для кавалерийской атаки. Монголы могли использовать близость горного хребта, чтобы укрепить свой фланг. Близлежащий холм Море (Гиват ха-Море) являлся отличным наблюдательным пунктом.

## Силы сторон
Войска обеих сторон состояли преимущественно, если не исключительно, из конных лучников.

### Монголы
Численность войск Китбуки была сравнительно невелика. Согласно сведениям Киракоса Гандзакеци, Хулагу оставил ему около 20 тысяч человек, по Гетуму Патмичу и Абу-ль-Фараджу, — 10 тысяч. Современный историк Р. Амитай-Прейсс оценивает монгольские силы в 10-12 тысяч, включавших, наряду с монгольской конницей, вспомогательные отряды из Киликийской Армении (500 человек, по Смбату), Грузии, а также местных войск, ранее служивших сирийским айюбидам. На стороне монголов выступали и айюбидские правители аль-Ашраф Муса из Хомса и ас-Саид Хасан из Баниаса.
Причиной, по которой Хулагу, отступив из Сирии, забрал с собой львиную долю армии, было, вероятно, намерение обезопасить потенциально горячую точку — Закавказье. Претензии Хулагу на эту территорию, по всей видимости, были недостаточно обоснованными, и есть некоторые указания, что, по меньшей мере, пастбища северо-западного Ирана должны были принадлежать Джучидам по праву. Хулагу, вероятно, понимал, на фоне борьбы за верховную власть после смерти Мункэ неизбежно вспыхнет и конфликт с Джучидами. Второй причиной, почему Хулагу оставил Китбуке столь малые силы, была, по-видимому, ошибка разведки: Хулагу попросту недооценил численность, качество и силу своих противников в Египте. Здесь он, возможно, был введён в заблуждение сирийскими пленниками.

### Мамлюки
Точная численность египетской армии неизвестна. Позднейший персидский историк Вассаф говорит о 12 тысячах воинов, но поскольку источник его сведений неизвестен, они не вызывают доверия. Скорее всего в распоряжении Кутуза были бо́льшие силы (по мнению Р. Ирвина, его армия могла насчитывать до 100 тысяч человек), но мамлюки были немногочисленным корпусом элитных войск, а основную часть составляли слабо экипированные египетские воины (аджнад), а также бедуины и лёгкая туркоманская кавалерия. К мамлюкскому султану присоединились также курды-шахразури, бежавшие от армии Хулагу сначала в Сирию, а затем в Египет, а также войска айюбидов — ан-Насира Юсуфа из Дамаска (сам он не решился уйти в Египет и вскоре попал в плен к монголам) и аль-Мансура из Хамы. Арабский летописец Бейбарс аль-Мансури (ум. 1325) сообщает, что Кутуз «собрал [каждого] всадника и пешего воина (аль-фарис ва-ль-раджиль) среди бедуинов (аль-урбан) и других». Однако участие в битве пехоты не подтверждается другими источниками. По-видимому, выражение аль-фарис ва-ль-раджиль использовалось автором в переносном смысле — «всеобщий сбор». Четыре арабских источника упоминают об использовании египетской армией в сражении небольших пороховых пушек.

## Ход сражения
Битва началась на рассвете 3 сентября 1260 года. Мамлюки наступали по Изреельской долине с северо-запада и вышли к монгольским позициям, располагавшимся к северу и северо-западу от источника Айн-Джалут. Монголы ответили на подход мамлюков, атаковав их. Мамлюкский левый фланг был разбит и раздроблен. Кутуз, чьи лидерские качества и смелость отмечены в мамлюкских источниках, сохранил хладнокровие и возглавил контратаку. Монголы атаковали повторно, и мамлюки снова были близки к поражению. Но Кутуз не потерял голову и вновь собрал войска, если верить сообщениям летописцев, несколькими кличами «О Ислам! Йа, Аллах, помоги своему слуге Кутузу против монголов». Затем он провёл общую атаку, которая привела к победе мамлюков. Вероятно, примерно в это время был убит Китбука, что привело к окончательному рассеянию монгольской армии. Одним из факторов, способствовавших победе мамлюков, было дезертирство аль-Ашрафа Мусы, который с начала сражения находился со своими войсками на левом фланге монголов.
После поражения монголы, по-видимому, разделились и бежали в разных направлениях. Одна группа поднялась на близлежащий холм и попыталась оказать сопротивление, но большая часть этого отряда была захвачена или убита воинами Бейбарса. Те, кому удалось бежать, были пойманы и убиты местными жителями. Рашид ад-Дин сообщает, что некоторые выжившие искали убежище, скрываясь в тростниковых полях — вероятно, в плавнях в районе Вади-Джалута или в окрестностях реки Иордан. Однако, эти беглецы встретили свой конец, когда поля были преданы мамлюками огню.
Количество погибших монголов, судя по источникам было велико: «Манускрипт Ротелина» приводит число 1500. Аль-Айни пишет, что в сражении была уничтожена большая часть монгольского войска. Утверждение Шарим ад-Дина Узбега, что погибла вся монгольская армия, однако, является преувеличением. Данных о потерях мамлюков нет. Выжившие монголы бежали на север; среди них был Байдар, командующий монгольским авангардом в Газе, который, видимо, присоединился к Китбуке непосредственно перед битвой. Историк Хетум Патмич пишет, что выжившие монголы нашли убежище у царя Малой Армении Хетума. Монгольские власти в Дамаске вместе с местными приспешниками быстро покинули город, но многие из них были ограблены и убиты местными жителями. То же самое произошло в Хаме и Алеппо. Лагерь Китбуки, вероятно, остававшийся в долине Бекаа, был захвачен вместе с его семьёй. Ибн аль-Амид пишет, что было захвачено множество монгольских женщин, не упоминая, где именно.

## Последствия. Историческое значение
Хотя наступление монголов в Палестине было остановлено, а мамлюки заняли Сирию, битва при Айн-Джалуте не имела решающего значения в долгосрочной перспективе. Война между Мамлюкским султанатом и государством Хулагуидов, основанным Хулагу, затянулась на десятилетия. Монгольские войска возвращались в Сирию в 1261, 1280, 1299, 1301 и 1303 годах, но никогда не могли выделить против мамлюков достаточно сил, ввиду тяжёлой и ожесточённой войны с джучидами. Однако битва имела огромный психологический эффект: миф о непобедимости монгольской армии в поле пошатнулся, если не был развеян совсем; военный престиж мамлюков-бахритов был подтверждён, как и ранее, в битве при Мансуре против крестоносцев (1250).
По сведениям Макризи, Бейбарс, став султаном, приказал воздвигнуть в Айн-Джалуте памятник, известный как Машхад ан-наср — «Памятник победы»
.

## Отражение в культуре
- Битва при Айн-Джалуте показана в фильме Булата Мансурова «Султан Бейбарс» (1989).
- Также битва была показана в одноимённом сирийском сериале середины 2000-х — «Султан Бейбарс».
- В 1998 вышел фильм «Лев Айн-Джалута» на арабском и английском языках. Есть некоторые искажения (напр. Кутуз и Бейбарс в фильме были друзьями с детства, в реальности они объединились только когда монголы напали на мамлюков).
- Была показана в сирийском телесериале 2002 года — «Хулагу хан».

### Летописи
- Киракос Гандзакеци. История Армении / Перевод с древнеармянского, предисловие и комментарий Л. А. Ханларян. — М.: Наука, 1976.
- Рашид ад-Дин. Сборник летописей / Перевод А. К. Арендса. — М., Л.: Издательство АН СССР, 1946. — Т. 3.
- Смбат Спарапет. Летопись / Пер. А. Г. Галстяна. — Ереван: Айастан, 1974. — С. 134—135.

### Исследования
- Гумилёв Л. Н. Поиски вымышленного царства (Легенда о «государстве пресвитера Иоанна»). — М.: Айрис-пресс, 2002. — 432 с. — (Библиотека истории и культуры). — ISBN 5-8112-0021-8.
- Ришар Ж. Латино-Иерусалимское королевство = Jean Richard. Le Royaume Latin de Jerusalem / Пер. с франц. А. Ю. Карачинского. — СПб.: Издательская группа «Евразия», 2002. — С. 307. — ISBN 5-8071-0057-3.
- Amitai-Preiss R. ‘Ayn Jalut (англ.) // Medieval Islamic civilization, Volume 1. — Routledge, 2006. — P. 82—83. — ISBN 0415966906.
- Amitai-Preiss R. Mongols and Mamluks: the Mamluk-Īlkhānid War, 1260-1281. — Cambridge: Cambridge University Press, 1995. — 272 p. — ISBN 0-521-46226-6.
- Grousset R. The Empire of the Steppes: A History of Central Asia = L’Empire des steppes, Attila, Gengis-Khan, Tamerlan. — Rutgers University Press, 1970. — 687 p. — ISBN 0813513049.
- Irwin R. The Middle East in the Middle Ages: the early Mamluk Sultanate 1250-1382. — London: Croom Helm, 1986. — 180 p. — ISBN 0-7099-1308-7.
- John Masson Smith, Jr. Ayn Jālūt: Mamlūk Sucess or Mongol Failure? (англ.) // Harvard Journal of Asiatic Studies. — 1984. — December (vol. 44, no. 2). — P. 307—345. — doi:10.2307/2719035. — JSTOR 2719035.
- The Cambridge history of Iran. — Cambridge: Cambridge University Press, 1968. — P. 351. — 762 p. — ISBN 521 06936 X.
- Thorau P. The Lion of Egypt : Sultan Baybars I and the Near East in the thirteenth century = Sultan Baibars I. von Ägypten. Ein Beitrag zur Geschichte des Vorderen Orients im 13. Jahrhundert (англ.) / Translated by P. M. Holt. — London and New York: Longman, 1995. — 321 p. — ISBN 0-582-06822-3.